# Yákov Yurovski
Yákov Mijáilovich Yurovski (en ruso: Я́ков Миха́йлович Юро́вский; Tomsk, Siberia, Imperio ruso, 19 de junio de 1878-Moscú, Unión Soviética, 2 de agosto de 1938) fue un revolucionario ruso de origen judío, conocido por ejecutar al último emperador ruso, el zar Nicolás II de Rusia y su familia tras la Revolución rusa de 1917.

## Juventud
Yákov fue el octavo de diez hijos de una familia de clase obrera, la familia Yurovski era judía, pero su relación con la fe judía fue ambigua. Según la historiadora Helen Rappaport, el joven Yurovski estudió el Talmud en su juventud, mientras que su familia trató de distanciarse de sus raíces judías, lo que puede haber sido motivado por la discriminación que sufrían los judíos en Rusia en ese momento, de hecho su familia odiaba y despreciaba por tradición a la Rusia imperial. Vivió en el Imperio alemán desde 1904, donde se convirtió al luteranismo y cambió su nombre poco antes de consagrarse por completo a la causa revolucionaria.
Estudió en una escuela de Tomsk, pero nunca la terminó. Comenzó su vida laboral aprendiendo el arte de la relojería. Tras retornar a Rusia durante la Revolución rusa de 1905, se unió a los bolcheviques. Arrestado varias veces durante años, se convirtió en un ferviente comunista.

## Ejecución de la familia imperial
En la noche del 17 de julio de 1918, un pelotón bolchevique ejecutó al último emperador de Rusia, el zar Nicolás II, junto con su esposa Alejandra de Hesse y sus cuatro hijas, las Grandes Duquesas Olga, Tatiana, María y Anastasia, además del zarévich Alexis. Junto con la familia, su médico de cabecera Yevgueni Botkin y otros tres sirvientes también fueron ejecutados. Todos fueron muertos a tiros y apuñalados en una habitación de la casa Ipátiev en Ekaterimburgo, una ciudad en la región de los Urales, a donde habían sido trasladados desde Tsárskoye Seló.
Se cree que Yurovski disparó al Zar y a su hijo en persona, mientras que sus compañeros de pelotón ejecutaron a los otros miembros de la familia real. Presuntamente las ejecuciones fueron realizadas por un pelotón de fusilamiento: algunas balas erraron en sus objetivos, y la joyería cosida en las ropas de las hijas actuó como chaleco antibalas, por lo que algunos miembros de la familia fueron rematados con disparos a quemarropa en la cabeza.
Para prevenir cualquier intento de culto al zar muerto, los cuerpos fueron enterrados en el campo. Durante largo tiempo se creyó que los cadáveres de Nicolás y su familia habían sido sepultados en un pozo minero, en un lugar conocido como los Cuatro Hermanos. Después se comprobó que realmente fueron depositados allí la noche del 16 al 17 de julio, pero a la mañana siguiente —cuando los rumores comenzaron a circular por Ekaterimburgo, descubriendo el lugar del enterramiento— Yurovski ordenó rescatar los cadáveres y enterrarlos en otro lugar. Cuando el vehículo que trasladaba los cuerpos se averió en el camino al sitio elegido, se improvisaron nuevos planes y se enterró la mayoría de los cadáveres en una mina oculta y sellada en el camino Koptyakí, una vía ya abandonada, 12 millas al norte de Ekaterinburgo.
Todas las instrucciones recibidas por Yurovski fueron emitidas por el Sóviet de los Urales quien a su vez, las recibió de Yákov Sverdlov, presidente del Comité Ejecutivo Central Panruso  e íntimo del presidente del gobierno, Vladímir Lenin.

## Tras la Guerra Civil

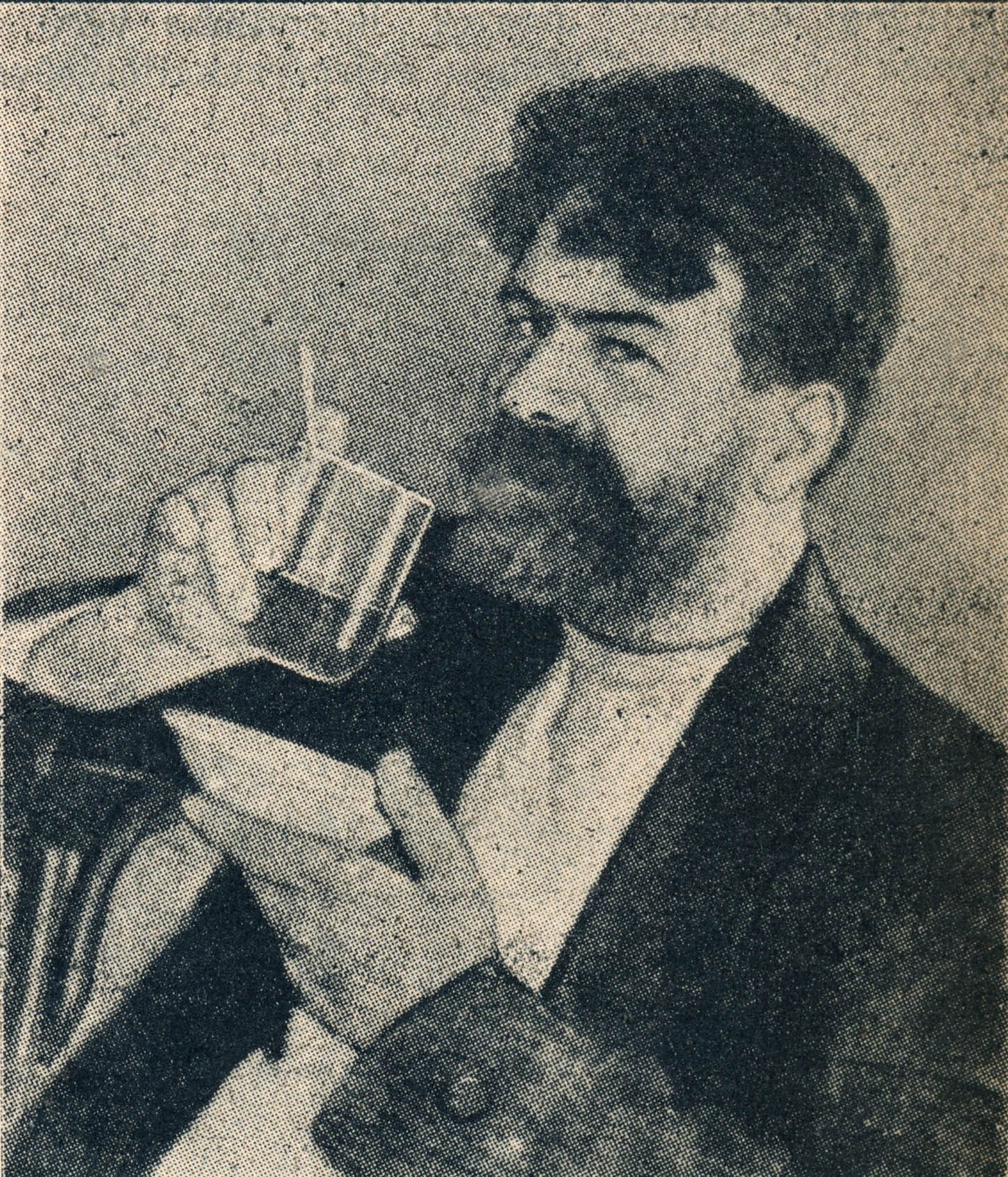
Yurovski en 1925 en la portada de la revista húngara Ma Este.

Tras la guerra civil rusa, Yurovski ejerció como Jefe del Tesoro del Estado Soviético (Gosjrán), donde consiguió una buena reputación al combatir la corrupción y el robo. Murió en 1938, producto de una úlcera péptica.